# Johannes Lerle
Johannes Lerle (* 1. Juni 1952 in Halle (Saale)) ist ein deutscher Abtreibungsgegner und Holocaustleugner sowie evangelisch-lutherischer Theologe. Er betätigt sich publizistisch im Internet und wurde wegen Äußerungsdelikten wie Beleidigung und Volksverhetzung rechtskräftig zu Geld- und Freiheitsstrafen verurteilt.

## Leben
Lerle wurde 1952 als Sohn des altlutherischen Pfarrers Ernst Lerle in Halle (Saale) geboren. Er besuchte dort zehn Jahre lang die Polytechnische Oberschule, absolvierte eine dreijährige Ausbildung zum Facharbeiter für Chemie und erhielt in diesem Rahmen 1972 das Abitur. Er studierte in Leipzig und Halle evangelische Theologie und legte das erste, nicht aber das zweite Staatsexamen ab. 1982 übersiedelte er aus der DDR nach Bayern und wurde 1988 zum Doktor der Theologie promoviert.
Bis etwa 1993 war Lerle als Chemiearbeiter am Institut für Anorganische Chemie der Universität Erlangen-Nürnberg tätig. 1993 erlernte er die russische Sprache in Sankt Petersburg. Nach seiner Rückkehr arbeitete er als Lager- und Küchenarbeiter sowie als Gärtnergehilfe. Bis Mitte der 1990er Jahre war er als Kompagnon eines Entrümpelungsunternehmens und selbstständiger Gartengehilfe tätig, danach war Lerle zumindest bis 2007 arbeitslos und von 2007 bis März 2012 untergetaucht, um sich den Strafverfolgungsbehörden zu entziehen.

## Weltanschauung
Lerle gehörte in der DDR zur christlichen und antikommunistischen Opposition. Er setzt sich nach seiner Interpretation Martin Luthers gegen Schwangerschaftsabbrüche ein und greift das Judentum und den Islam sowie den von ihm als antichristlich empfundenen Zeitgeist an. In verschiedenen Texten kombinierte er diese Zielsetzungen.

### Oppositionelle Tätigkeit in der DDR
Vor der Übersiedlung nach Westdeutschland im Jahr 1988 betätigte sich Lerle in der Opposition gegen das kommunistische Regime. Wegen der Herstellung und Verbreitung christlicher Texte wurde er vom Ministerium für Staatssicherheit inhaftiert, später freigelassen. Das Ministerium stellte Lerles Verhalten als Folge einer Meningitis in Lerles Kindheit dar, seine Angehörigen gingen davon aus, er neige dazu, sich zu „verrennen“ und dann keine Rücksicht auf die Gefühle anderer zu nehmen. Wegen seiner politischen Tätigkeit blieb ihm das Abitur trotz seiner Hochbegabung in naturwissenschaftlichen Fächern zunächst verwehrt.

### Engagement gegen Schwangerschaftsabbruch
Johannes Lerle setzt sich gegen die Straffreiheit des Schwangerschaftsabbruchs ein, insbesondere im Internet und durch Verteilung von Flugblättern. Wegen verschiedener Beleidigungen im Rahmen dieser Aktivitäten wurde er zwischen 1998 und 2003 viermal zu Geldstrafen und zweimal zu Freiheitsstrafen verurteilt; ein Verfahren wurde eingestellt.

### Antisemitische Aktivitäten
Im Jahr 2007 bezeichnete Lerle auf seiner Website den nationalsozialistischen Völkermord im Vernichtungslager Auschwitz als vermeintliches Unrecht in Auschwitz. Bei anderen Gelegenheiten hatte er Schwangerschaftsabbrüche hingegen mit dem sonst von ihm bestrittenen Holocaust verglichen.
Am 23. Oktober 2007 wurde Lerle vom Landgericht Nürnberg-Fürth wegen Volksverhetzung zu einem Jahr Freiheitsstrafe ohne Bewährung verurteilt, da er den Holocaust geleugnet hatte. Die Anklage hatte der Menschenrechtsaktivist Walter Grandpair als Staatsanwalt vertreten (Az. 11 Ns 404 Js 45504/2006). Nach seiner Verurteilung tauchte Lerle, der in erster Instanz am Amtsgericht Erlangen erfolglos die Holocaustleugnung bestritten hatte, unter und entzog sich so jahrelang seiner Verhaftung. Im März 2012 wurde er bei einer Verkehrskontrolle in Lübeck erkannt und festgenommen, woraufhin seine Haftstrafe vollstreckt wurde.
Vor und während seiner Flucht hatte Lerle wiederholt holocaustleugnende und anderweitig antisemitische Artikel auf dem rechtsextremen, islamfeindlichen und katholisch-traditionalistischen Blog kreuz.net veröffentlicht. Das Blog berichtete über Lerles Festnahme und veröffentlichte auch danach noch dessen Texte, bevor es am 2. Dezember 2012 offline ging und im August 2013 der Rechner in Wien beschlagnahmt wurde. Lerles antisemitische und antijudaistische Texte, die teilweise auch auf das Thema Schwangerschaftsabbruch eingehen, blieben auf einer eigenen, von der Bundesprüfstelle für jugendgefährdende Medien indizierten Website erhalten.

## Schriften
- 1988: Grundzüge der Theologie Ebrards. Erlangen, Nürnberg, Univ., Diss.
- 1990: Haben die Apostel Säuglinge getauft? Gross Oesingen: Luth. Buchh. Harms
- 2003: Nürnberger Ketzerprozesse gegen Kindermordgegner: eine Kette von Rechtsbeugungen. J. Lerle